# Alain Peltier

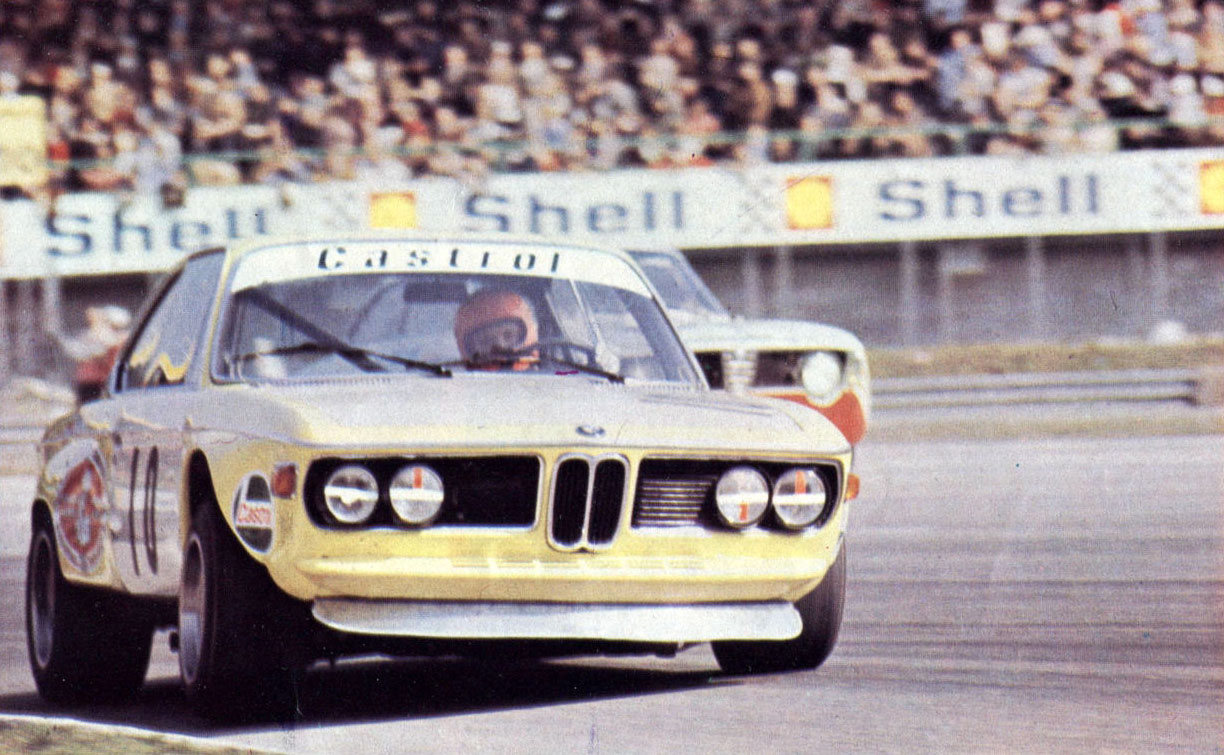
Alain Peltier im BMW 2800 CS bei seiner Fahrt auf den zweiten Gesamtrang beim 4-Stunden-Rennen von Monza 1972

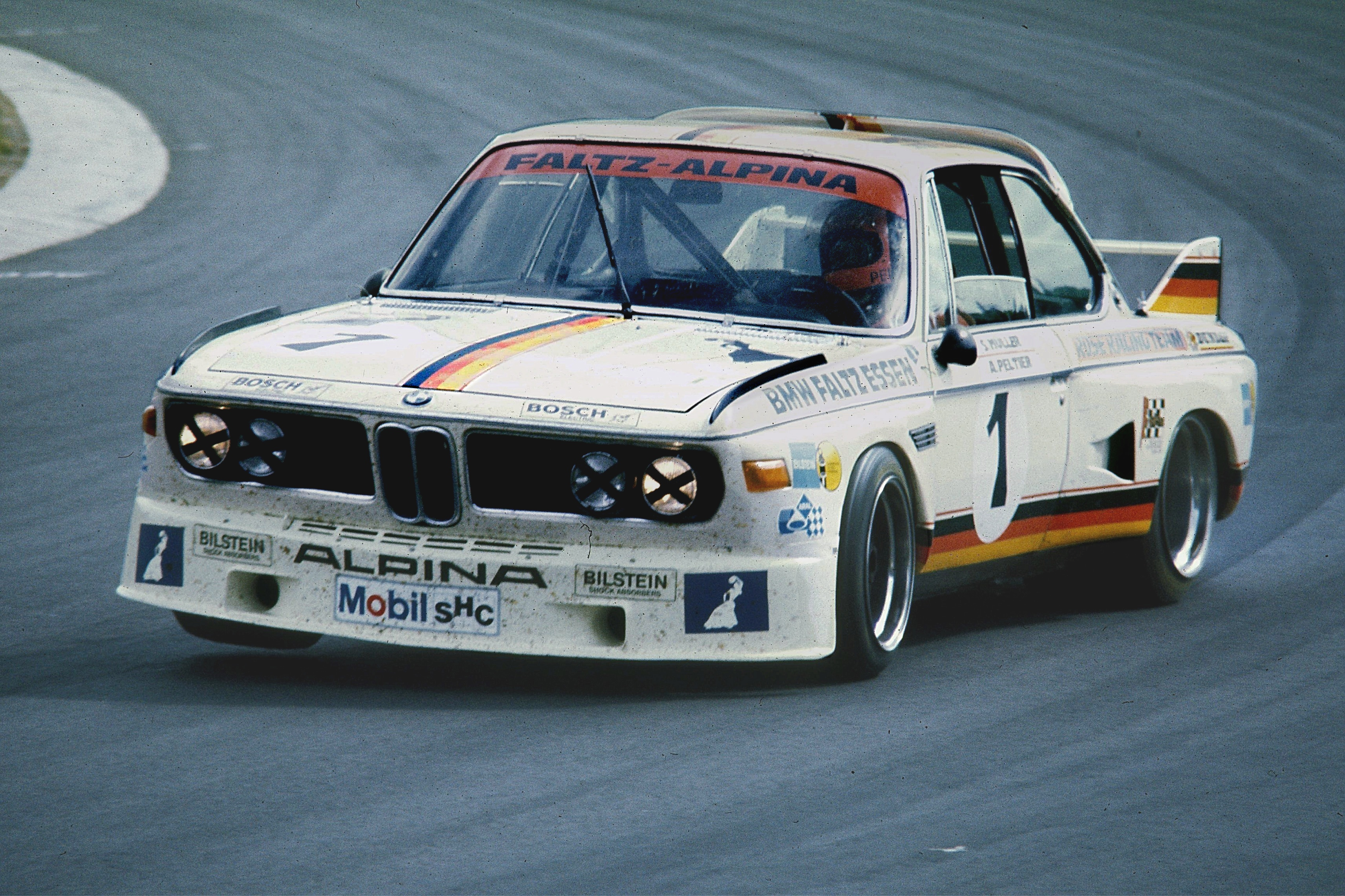
Alain Peltier im BMW 3.0 CSL beim 4-Stunden-Rennen auf dem Nürburgring 1975

Alain Peltier (* 30. November 1948 in Lüttich; † 5. Januar 2005 in Hermalle-sous-Argenteau) war ein belgischer Autorennfahrer.

## Karriere als Rennfahrer
Alain Peltier war in den 1970er-Jahren ein erfolgreicher Tourenwagenpilot. Zwischen 1971 und 1977 startete er regelmäßig in der Tourenwagen-Europameisterschaft. Beim 4-Stunden-Rennen von Monza 1972 erreichte er zum ersten Mal das Podium der ersten drei. Den zweiten Rang teilte er sich mit seinem Landsmann und Teampartner Jean Xhenceval. Einsatzfahrzeug war ein BMW 2800 CS. In Monza gelang ihm auch sein erster Sieg bei einem Meisterschaftslauf. 1974 gewann er das Rennen mit Jean-Louis Lafosse im BMW 3.0 CSL. Aus demselben Jahr stammte sein größter Erfolg bei einem internationalen Langstreckenrennen. 1974 zählte das 24-Stunden-Rennen von Spa-Francorchamps zur belgischen Tourenwagen-Meisterschaft und endete mit dem Gesamtsieg von Jean Xhenceval, Pierre Dieudonné und Peltier im Luigi-BMW 3.0 CSL.
Seine beste Meisterschaftssaison hatte er 1975. Peltier bildete mit Siegfried Müller senior ein erfolgreiches Duo, das nach Siegen in Monza und Brünn sowie einigen weiteren guten Platzierungen die Fahrerwertung der Europameisterschaft gewann.
1975 erreichte er mit dem dritten Gesamtrang beim 1000-km-Rennen von Spa-Francorchamps seine beste Platzierung in der Sportwagen-Weltmeisterschaft. Sein einziger Start beim 24-Stunden-Rennen von Le Mans endete 1976 mit einem Wagenbrand am Werks-BMW 3.5 CSL. In den letzten Jahren seiner Karriere war er immer wieder beim 24-Stunden-Rennen von Spa-Francorchamps gemeldet, wo er 1978 mit Patrick Nève im BMW 530i noch einmal den dritten Gesamtrang erreichte.

## Statistik

### Le-Mans-Ergebnisse
| Jahr | Team                | Fahrzeug    | Teamkollege    | Teamkollege    | Platzierung | Ausfallgrund |
| ---- | ------------------- | ----------- | -------------- | -------------- | ----------- | ------------ |
| 1976 | BMW Motorsport GmbH | BMW 3.5 CSL | Albrecht Krebs | Dieter Quester | Ausfall     | Wagenbrand   |

### Einzelergebnisse in der Sportwagen-Weltmeisterschaft
| Saison | Team                | Rennwagen               | 1   | 2   | 3   | 4   | 5   | 6   | 7   | 8   | 9   | 10  | 11  | 12  | 13  | 14  | 15  | 16  | 17  |
| ------ | ------------------- | ----------------------- | --- | --- | --- | --- | --- | --- | --- | --- | --- | --- | --- | --- | --- | --- | --- | --- | --- |
| 1972   | Precision Liegeoise | BMW 2800 CS             | BUA | DAY | SEB | BRH | MON | SPA | TAR | NÜR | LEM | ZEL | WAT |     |     |     |     |     |     |
| 1972   | Precision Liegeoise | BMW 2800 CS             |     |     |     |     | DNF |     |     |     |     |     |     |     |     |     |     |     |     |
| 1974   | Jean Xhenceval      | BMW 3.0 CSL             | MON | SPA | NÜR | IMO | LEM | ZEL | WAT | LEC | BRH | KYA |     |     |     |     |     |     |     |
| 1974   | Jean Xhenceval      | BMW 3.0 CSL             | 10  |     |     |     |     |     |     |     |     |     |     |     |     |     |     |     |     |
| 1975   | Alpina              | BMW 3.0 CSL             | DAY | MUG | DIJ | MON | SPA | PER | NÜR | ZEL | WAT |     |     |     |     |     |     |     |     |
| 1975   | Alpina              | BMW 3.0 CSL             |     |     |     |     | 3   |     | 13  |     |     |     |     |     |     |     |     |     |     |
| 1976   | Alpina Faltz        | BMW 3.5 CSL             | MUG | VAL | NÜR | MON | SIL | IMO | NÜR | ZEL | PER | WAT | MOS | DIJ | DIJ | SAL |     |     |     |
| 1976   | Alpina Faltz        | BMW 3.5 CSL             |     |     |     |     |     |     | DNF |     |     |     |     | 9   |     |     |     |     |     |
| 1977   | Kremer Racing       | Porsche 935 Porsche 934 | DAY | MUG | DIJ | MON | SIL | NÜR | VAL | PER | WAT | EST | LEC | MOS | IMO | SAL | BRH | HOK | VAL |
| 1977   | Kremer Racing       | Porsche 935 Porsche 934 |     |     |     |     |     |     |     |     |     |     |     |     |     |     | 9   | 8   |     |
| 1979   | Luigi Racing        | BMW 530i                | DAY | SEB | MUG | TAL | DIJ | RIV | SIL | NÜR | LEM | PER | DAY | WAT | SPA | BRH | ROA | VAL | ELS |
| 1979   | Luigi Racing        | BMW 530i                |     |     |     |     |     |     |     |     |     | DNF |     |     |     |     |     |     |     |
| 1981   | Welter Racing       | BMW 530i                | DAY | SEB | MUG | MON | RIV | SIL | NÜR | LEM | PER | DAY | WAT | SPA | MOS | ROA | BRH |     |     |
| 1981   | Welter Racing       | BMW 530i                |     |     |     |     |     |     |     |     | 14  |     |     |     |     |     |     |     |     |